# Системний блок (комп'ютер)

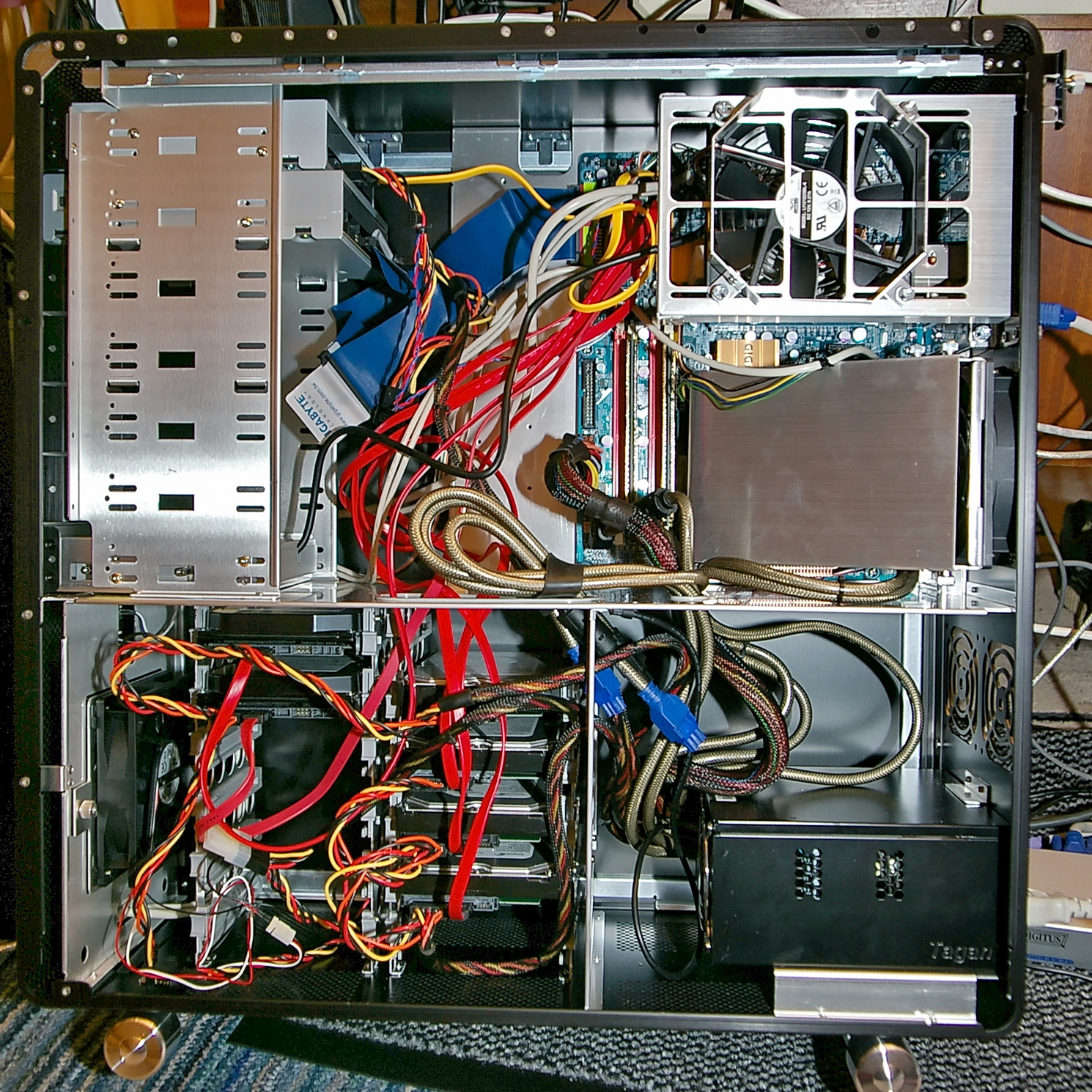
Системний блок зі знятою боковою кришкою.

Системний блок — корпус комп'ютера, функціональний елемент, який захищає внутрішні компоненти комп'ютера від зовнішнього впливу та механічних пошкоджень, підтримує необхідний температурний режим в середині системного блоку, екранує створені внутрішніми компонентами електромагнітні випромінення та є основою для подальшого розширення системи. Системні блоки зазвичай виробляються з деталей на основі сталі, алюмінію та пластмаси, також інколи використовують такі матеріали, як деревина та органічне скло.

## Типи корпусів
- Горизонтальні:
  - Desktop (533×419×152 мм)
  - FootPrint (406×406×152 мм)
  - SlimLine (406×406×101 мм)
  - UltraSlimLine (381×352×75 мм)

- Вертикальні: 
  - MiniTower (152×432×432 мм)
  - MidiTower (173×432×490 мм)
  - BigTower (190×482×820 мм)
  - SuperFullTower (різні розміри)

## Цікаві факти
- Для підвищення уваги до проблем захисту довкілля був придуманий корпус з гофрокартону [1].